# Eggenburg
Eggenburg is een gemeente in de Oostenrijkse deelstaat Neder-Oostenrijk, gelegen in het district Horn (HO). De gemeente heeft ongeveer 3600 inwoners.
Eggenburg was vroeger een ommuurde stad.

## Geografie
Eggenburg heeft een oppervlakte van 23,52 km². Het ligt in het noordoosten van het land, ten noordwesten van de hoofdstad Wenen en iets ten zuiden van de grens met Tsjechië.

## Galerij

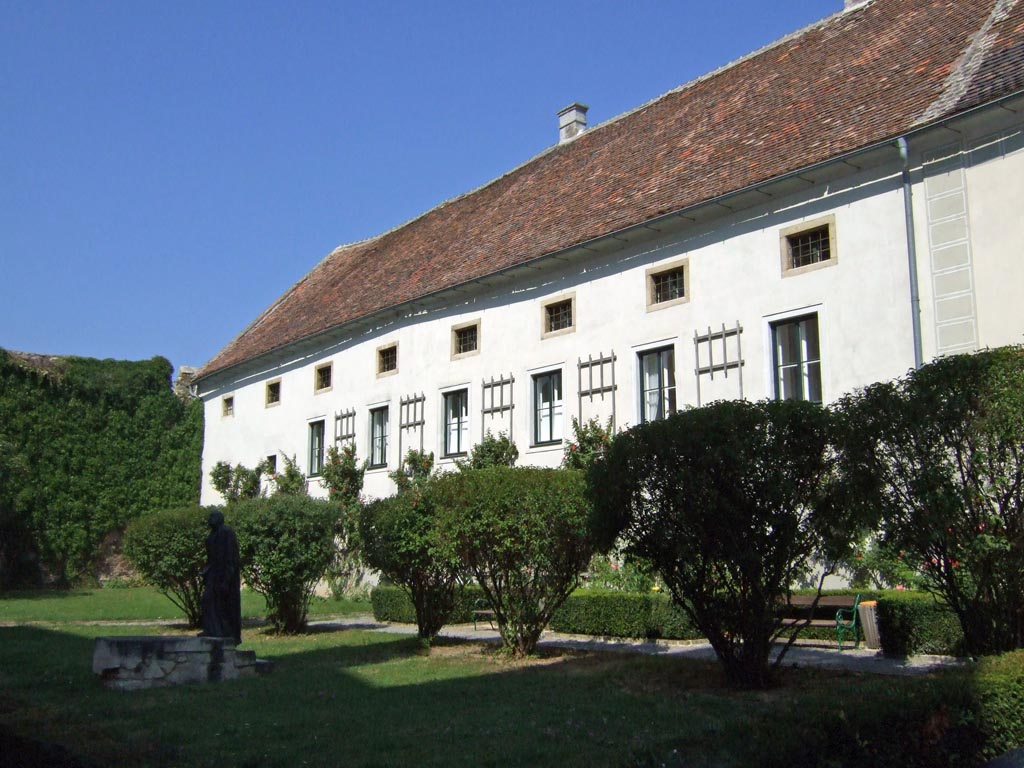
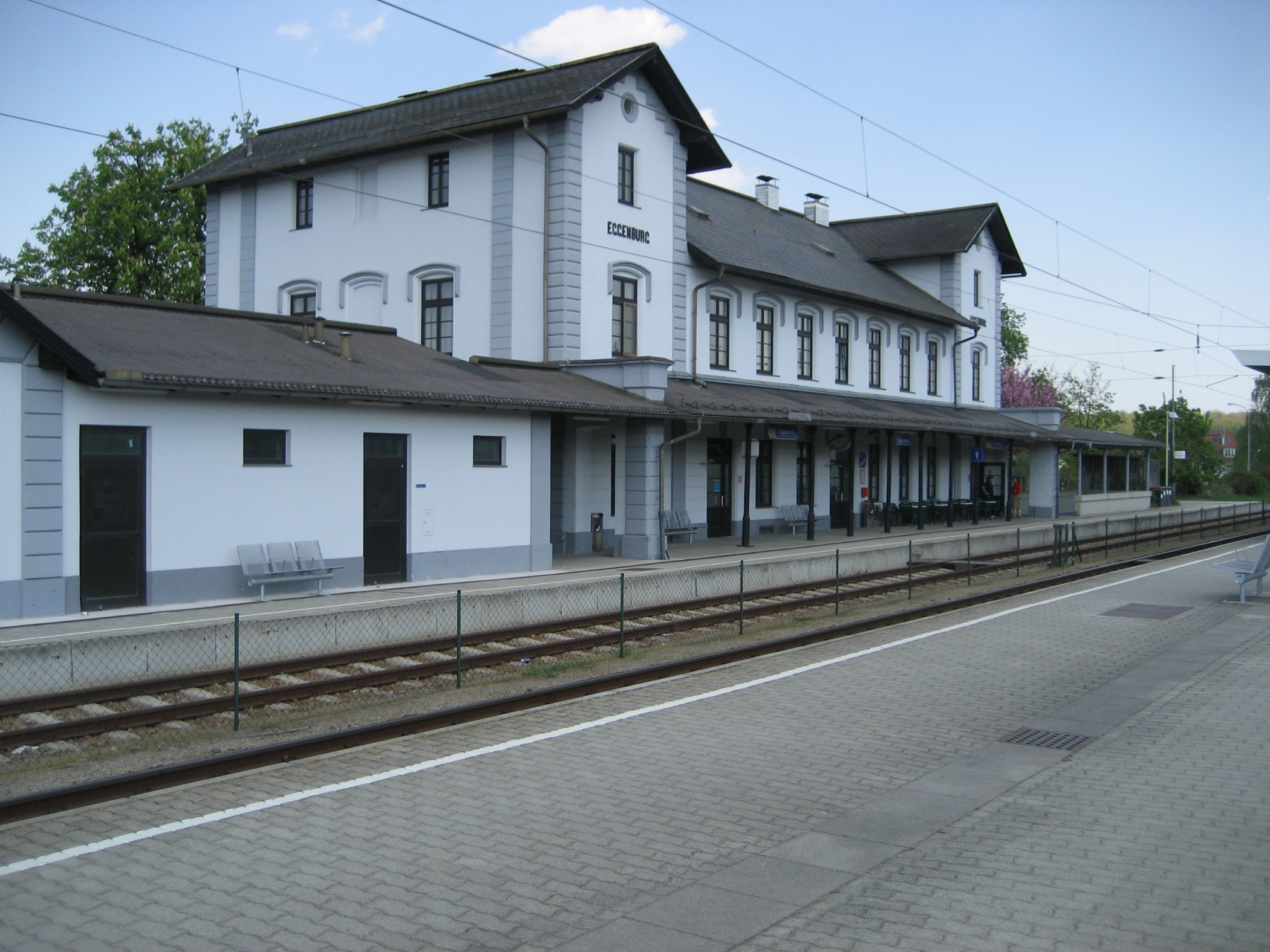
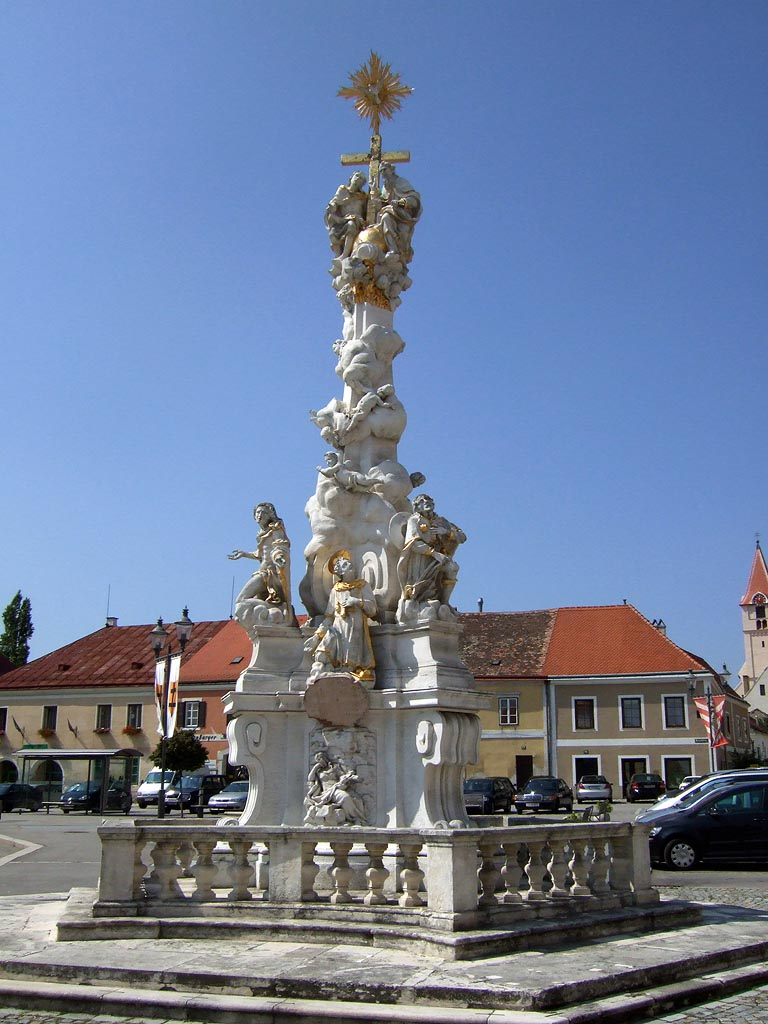
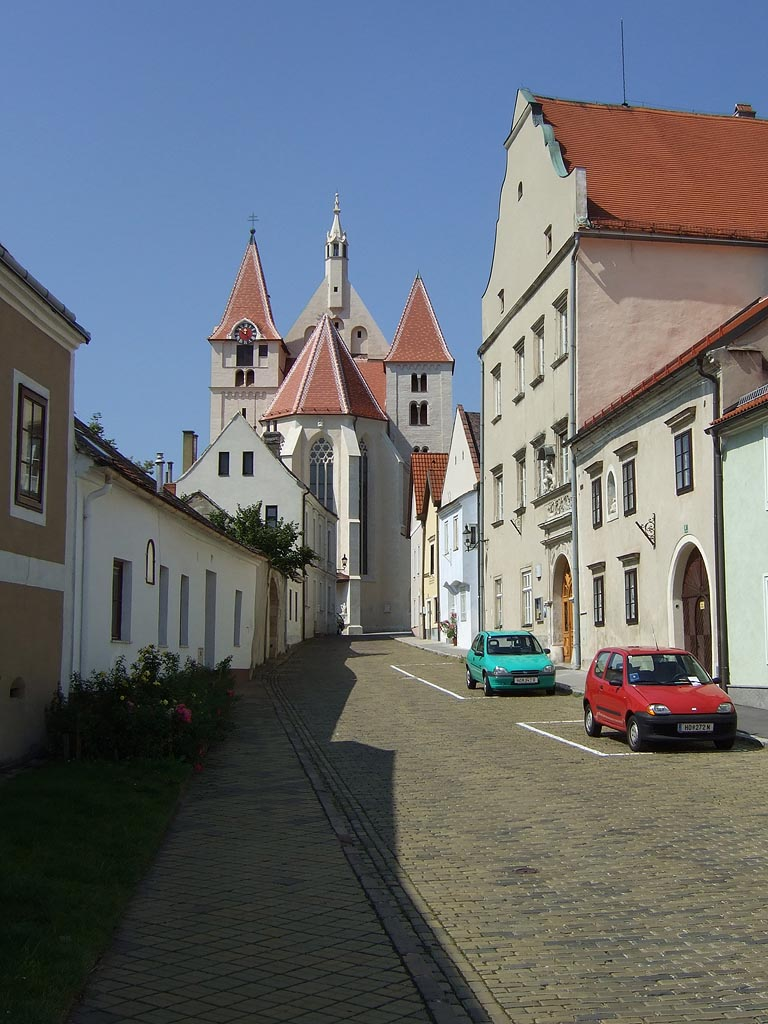

Altenburg · Brunn an der Wild · Burgschleinitz-Kühnring · Drosendorf-Zissersdorf · Eggenburg · Gars am Kamp · Geras · Horn · Irnfritz-Messern · Japons · Langau · Meiseldorf · Pernegg · Röhrenbach · Röschitz · Rosenburg-Mold · Sigmundsherberg · Sankt Bernhard-Frauenhofen · Straning-Grafenberg · Weitersfeld
- Gemeinsame Normdatei: 4013604-8
- Library of Congress Control Number: n92112833
- MusicBrainz: 837dbf57-6ad1-4495-8072-85d6ee21b466
- Nationale Bibliotheek van Tsjechië: xx0117245
- Nationale Bibliotheek van Israël: 987007533002605171
- Virtual International Authority File: 139013705
- WorldCat: E39PBJghmcpK8BV6KRhbMgB9Dq